# Zeitouni Szűz Mária-jelenés

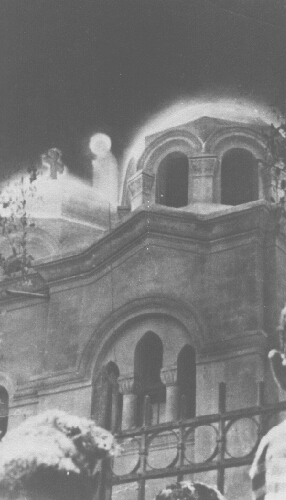
Egy helyszíni fotón a Zeitouni templom és a fényes jelenség körvonala látszódik, ami hasonlít Szűz Mária alakjára ahogyan az ikonográfiából ismerhetjük. Fotó Fawzy Masour Heliopoliszi épitészmérnök április 9-én

A zeitouni Szűz Mária-jelenés, Kairó egyik külvárosában 1968. április 2-án 1971. május 29-ig – az azóta újra elnevezett – Fényességes Szent Szűz nemzeti szentély felett, a fő kupola magasságában történt. A jelenség két évig eltartott, a becslések szerint több százezer fő, mások szerint milliók láthatták és fényképezhették.

## A templom
A templomot 1924-ben építették a törökországi (bizánci) Hagia Sophia mintájára Tavfik Khalil Bey által, az olasz Lomingelli építész felügyelete alatt. A templomot belülről olasz művészek általi munkák és Mária ikonok díszítik.

## A jelenség
Először Abdul Aziz Ali vette észre, aki a templommal szembeni garázsban dolgozott. Egy fehér ruhás nőt látott, apácára gondolt, és arra, hogy öngyilkossági szándékkal kapaszkodhatott olyan magasra. Két szerelő már szaladt is, hogy segítsen neki lejönni. De észrevették, hogy a kiáltásra megáll, és látták, hogy fénylik. Mivel Szűz Máriára hasonlított, áldását kérték. Az egyik szerelő odavitte egy kocsiajtó által leszakított ujját, hogy gyógyítsa meg, és másnapra összeforrt. Ez volt az első gyógyulás, ezután több ezer más gyógyulás következett.
A bibliai Jelenések könyve egyik részére hasonlít a zeitouni jelenés. „Az égen nagy jel tűnt fel: egy asszony, öltözete a Nap, lába alatt a Hold, fején tizenkét csillagból korona” (Jel. 12.1). Fiút szült, fiúgyermeket, aki majd vaspálcával kormányozza mind a nemzeteket, és elragadták Istenhez és az ő trónjához. Az asszony a pusztába menekült, ahol az Isten helyet készített számára, hogy ott éljen ezerkétszáz hatvan napig. (Jel. 12.5-6)” Bár a jelenés szemtanúi szerint nem tartott 1260 napig a jelenés, hanem csak 1124 napig, azonban „később nem volt annyira tisztán látható, és egyesek láthatták, mások nem”.

## Vizsgálat
Hamarosan a rendőrség is a helyszínre sietett. Azt feltételezték, valaki odavetíti a jelenséget egy szomszédos házból. Hivatalos jelentésükben – melyet 1968 tavaszán tettek – kénytelenek voltak elismerni, hogy Szűz Mária az, aki megjelent a zeitouni templom kupoláján. A jelentésükig 22 alkalommal jelent meg Szűz Mária.

## A jelenések
A jelenség néha csak néhány percig tartott, és voltak órákig tartó jelenések is. Sok esetben fehér galambok előzték meg a jelenséget. Sok szemtanú adott írásos tanúvallomást, amelyben azt állították: általában két óráig tartott a jelenés, a kopt egyházban tartott 32 Mária-ünnepen és vasárnap napfelkelte előtt mindig volt. A fényes női alak feje fölött dicsfényt láttak, többször tartotta karjában a kis Jézust. A Szent Szűz mindig kelet–nyugati irányban változtatta meg a helyét, és sohasem szólalt meg. A hitelességét nagyban növelte, amikor áldásra emelte a kezét. Sokszor látták, amint Szűz Mária széttárja a karjait, mint az a Csodás érmen látható. Letérdel a kupola keresztje előtt és olajfaággal integet. Azt is lehetett látni sokszor, hogy az éjszakai szellő lebegteti ruháját.

## Szemtanúk, riportok

### A jelenéssel foglalkozó cikkek
- Az egyiptomban megjelenő Watani egy kopt hetilap két oldalas beszámolót ír.
- El-Ahram
- The New York Times, Thomas Brady

A riporterek általában ezeket kérdezték: Kinek tartja Ön a jelenésben látott személyt? A válasz szinte mindig az volt, hogy a keresztény templomokban ábrázolt Istenanyára hasonlít.

### Egyházi vezetők

#### koptok
A kopt püspökséget még Márk evangélista alapította Alexandriában, és a püspöki szék azóta folyamatosan betöltött.
- Athanasios kopt érsek kijelenti, hogy „két órán keresztül láttam az Istenanyát. Fényes volt, mint a nap…”
- A zeitouni templom plébánosa, Konstantin Moussa: „Több alkalommal láttam saját szememmel a Szűzanyát”, amit eskü alatt is állított.
- VI. Cirill kopt pápára, a kopt ortodox egyház pátriárkájára hárult a feladat, hogy hivatalosan döntse el, hiteles-e a jelenség, vagy sem: „Kérem, ne feledjék, hogy Egyiptom is szent föld, ahol Szűz Mária, Szent József és a kis Jézus éltek éveken át menekülésük idején. Az ő jelenlétük szentelte meg e földet!” Hivatalosan elismerte 1968. május 5-én, hogy a jelenség hiteles, és „Istentől származónak” nevezi. A templomot ezután elnevezik „Fényességes Szent Szűz” nemzeti szentélynek.
- I Stephanus katolikus bíboros véleménye, hogy „kétségen felül áll, hogy a jelenség hiteles."

#### Evangélikus
- Egyiptomban az evangélikus vallást képviselő lelkész is hitelesnek tartja a Szent Szűz jelenéseit.

#### Kopt magyarázat
A jelenés egyik hivatalos honlapján kérdéseket tettek fel, miért éppen Zeitounban jelent meg Mária. Az arab El-Zeitoun olajfát jelent, ami Noé óta a béke jelképe. Jézus Jeruzsálembe bevonulása előtt is olajfaágakkal köszöntötte a tömeg. Egy kopt hónap (Bashans) első napján ugyancsak az olajfa, mint béke szerepel énekükben. Az olajfa örökzöld növény, mint a gyümölcsöző keresztény élet, nincs benne tél. A Megváltó az olajfák hegyén eltöltött egy éjszakát imával.

## Közismert személyiségek
- Nemcsak koptok, muzulmánok és nem hívők látták a jelenést, hanem közismert emberek is, köztük volt Gamal Abden-Nasszer, Egyiptom elnöke.

## Tudományos hipotézisek
- Az 1967-ben diplomázó dr. Michael Persinger[6] azt feltételezi, hogy a mikroföldrengések képesek az ionoszférában fényjelenségeket produkálni. Akik vallásos beállítottságúak, hajlamosak lehetnek vallásos képeket látni benne.
- Tömegszuggesztió
- Röntgenfelvétel a fotóról: itt

## Írások a jelenésről
- A lady light Appears in Egypt – Youssef G.Kamell – John P.Jakson-Rebecca S. Jakson
- Our lord's Mother Visits Egypt – Pearl Zaki
- Szemtanúk: Pearl Zaki: Before Our Eyes ISBN 1579181775
- Frances Johnstone: Whem millions saw Mary ISBN 0-85172-631-3 Augustine Publishing, 1980
- Pere Francois Brune La Vierge de l'Egypte
- Les Apparitions De La Vierge En Egypte – Michel Nil

## A jelenség dokumentációja
- Korabeli fotók a jelenésről
- korabeli fényképek a kopt templom oldaláról: www.stmaryztn.org
- Al Ahram egyiptomi újságok a jelenésről 1968-ban[halott link]
- video felvételek
- dokumentum filmek